# Bap!!
Bap!!, également stylisé BAP!! (acronyme pour « Brigadas Anti Policiales ») est un groupe de punk rock et hardcore, originaire d'Andoain, Pays basque. Il est formé en 1984 et dissous en 1996. 

## Biographie
Bap!! est formé à Andoain (Guipuscoa, Espagne) en 1984. Eneko Abrego, Jomes, Drake et Txanpi, à cette période sans expérience, mais passionnés d'instruments, décident de former un groupe dont le style musical serait selon leurs termes du rock radical vasco. Ils commencent en jouant du punk hardcore.
En 1986, le groupe publie un EP-démo qu'ils vendent à leurs concerts, intitulé Babarruna ta Aza Popularra. Ils participeront ensuite à la ocmpilation Condenados a Luchar (chez Discos Suicidas) aux côtés d'autres groupes comme Danba, M.C.D., Ultimátum, Zer Bizio et Porkeria T. Le groupe chante en euskera. Plus tard, en 1988 sort leur premier album studio, intitulé Bidehuts eta Etxe Huts au label Basati Diskak. Txampi quitte le groupe en 1989. Bap!! publie l'album Zuria Beltzez.
Leur troisième album studio, Lehertzeko Garaia, est publié en 1994 au label Esan Ozenki. Drake et Mikel formeront l'une des meilleures bases rythmiques d'Espagne, selon le magazine musical Ruta 66.
En 1996, le groupe se sépare avant de publier une VHS intitulée ...Ta Bestela Ondo?. Leur dernier concert s'effectue au gaztetxe d'Andoain. Ce concert est tourné et publié en CD/DVD par le label Metak en 2003 sous le titre Bazen.

## Membres
- Eneko Abrego - chant
- Homes - guitare
- Drake - basse
- Mikel Abrego - batterie (1989-1996)
- Txampi - batterie (1984-1989)

## Discographie
- 1986 : Babarruna ta Aza Popularra
- 1986 : Condenados a Luchar (compilation)
- 1988 : Bidehuts Eta Etxe Huts
- 1992 : Zuria Beltzez
- 1994 : Lehertzeko garaia
- 1996 : …Ta Bestela Ondo? (VHS, DVD)
- 2003 :  Bazen (VHS, DVD)